# Вигнерс, Эрнестс
Эрнестс Вигнерс, Эрнест Андреевич Вигнер (латыш. Ernests Vīgners; 19 января 1850, хутор Лиекмани, ныне Кулдигский район Латвии — 25 мая 1933, Рига) — латвийский композитор и хоровой дирижёр. Отец Леонида Вигнерса, дед Ивара Вигнерса.

## Биография
Окончил гимназию и учительский семинар в Ирлаве (ныне Тукумсский район Латвии). С юных лет занимался собиранием латышского музыкального фольклора, в 1873—1874 гг. выпустил сборники латышских народных песен в обработке для мужского хора. Окончил Московскую консерваторию как гобоист (1879) и органист, изучал также композицию под руководством Петра Чайковского и Сергея Танеева. В 1879—1884 гг. преподавал в Москве, в 1885—1886 гг. в Вильне, в 1886—1896 гг. в Риге, где внёс значительный вклад в организацию Латышских певческих праздников (был главным дирижёром Третьего праздника в 1888 г. и Четвёртого в 1895 г.). В 1896—1920 гг. снова работал в Москве. В 1920 г. вернулся в независимую Латвию, где основал и возглавил Фонологический институт (латыш. Rīgas Fonoloģijas Institūts). Кавалер ордена Трёх звёзд 3-й степени (1926).

## Память
В 1989 г. имя Вигнерса присвоено музыкальной школе в Кулдиге.